# Shadhinata Padak

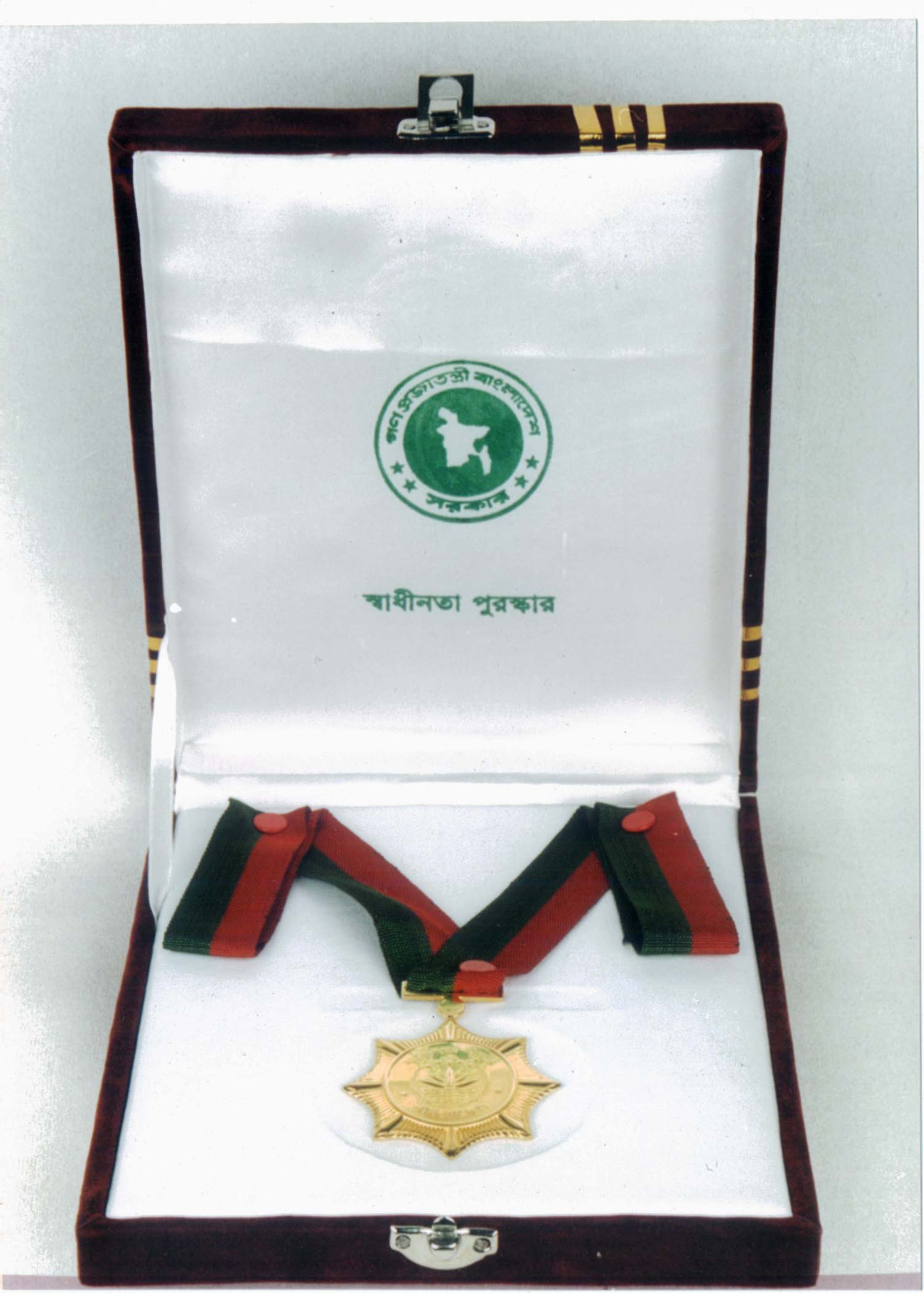
Shadhinata Padak

Der Shadhinata Padak (bengalisch: স্বাধীনতা পদক, Sbādhīnatā padaka) ist der angesehenste zivile Verdienstorden in Bangladesch, die jährlich am 26. März – dem Unabhängigkeitstag – an bangladeschische Bürger für ihre Leistungen auf vielfältigen Gebieten, wie Kunst, Wissenschaft, Sport, Wirtschaft und Ähnlichem verliehen wird. Er ist vor dem Ekushey Padak der höchste und exklusivste Zivilorden Bangladeschs. Der Orden besteht aus Bronze und Gold.